# Черталдо
Черталдо (итал. Certaldo) је насеље у Италији у округу Фиренца, региону Тоскана.
Према процени из 2011. у насељу је живело 12981 становника. Насеље се налази на надморској висини од 78 м.

## Становништво
Према резултатима пописа становништва 2011. у општини је живело 15.935 становника.
| 1936.  | 1951.  | 1961.  | 1971.  | 1981.  | 1991.  | 2001.  | 2011.  |
| ------ | ------ | ------ | ------ | ------ | ------ | ------ | ------ |
| 12.094 | 12.104 | 13.408 | 15.614 | 15.913 | 15.942 | 15.670 | 15.935 |

## Партнерски градови
- Нојрупин
- Кентербери
- Шинон
- Рипатрансоне
- Косињано
- Сигету Мармацјеј